# Palmanova
Palmanova este o comună din provincia Udine, regiunea Friuli-Veneția Giulia, Italia, cu o populație de 5.280 locuitori (1 ianuarie 2023) și o suprafață de 13,3 km².

## Demografie
Palmanova - evoluția demografică

|  | Graficele sunt indisponibile din cauza unor probleme tehnice. Mai multe informații se găsesc la Phabricator și la wiki-ul MediaWiki. |

Date: Recensăminte sau birourile de statistică - grafică realizată de Wikipedia